# Juan Santiago Palomino
Juan Santiago Palomino (Montehermoso, 28 de septiembre de 1682 - Coria, ¿?) fue un compositor y maestro de capilla español.
Se desconoce su relación con otros músicos de apellido Palomino de la época, como Antonio Palomino, músico activo en Madrid, autor de una zarzuela; o José Palomino, maestro de capilla de la Catedral de Canarias.

## Vida
Juan Santiago Palomino nació en Montehermoso, en la provincia de Cáceres, el 28 de septiembre de 1682. El 7 de abril de 1696, con 13 años, ingresó en el coro de la capilla de música de la Catedral de Plasencia como mozo del coro. En Plasencia se formó musicalmente con los maestros Juan Clemente Caballero y Máximo Antonio de Leprando.
Montehermoso se encontraba en la diócesis de Coria, por lo que Palomino mantuvo una estrecha relación con su diócesis natal. En 1699 solicitó permiso para ir a Coria para recibir la primera tonsura y tomar posesión de una capellanía, además de otras gestiones. Dos años después, en 1701 solicitó el traslado a Coria: había mudado la voz, por lo que no podía permanecer el en coro de infantes y perdía el salario, además de que quería ampliar sus estudios de Composición.

Petición de Palomino: Leyóse petición de Juan Palomino, seise, por la cual refiere al Cabildo hallarse en la muda y tiene conveniencia de proseguir los estudios de la música con el Maestro de Capilla de la Santa Iglesia de Coria; en cuya virtud pide al Cabildo perdón de sus faltas y que le socorra con la limosna que fuere de su mayor agrado. Acordaron que por esta vez y de gracia se le libren cincuenta reales, mitad y mitad según estilo, tomándolo de la Contaduría
Actas capitulares de la Catedral de Plasencia

En Coria todavía tenía la capellanía, lo que le permitía tener un medio de subsistencia durante sus estudios con el maestro de Coria, Simón Martínez Ochoa.
En enero de 1712 el maestro de capilla de la Catedral de Plasencia, Gabriel José de Mendoza, solicitó dejar el cargo para obtener la organistía de la misma Catedral. El salario era similar y las responsabilidades mucho menores. El cabildo aceptó y preparó unas oposiciones para ocupar la vacante. En febrero de ese año se celebraron las oposiciones, siendo el jurado el mismo Gabriel José de Mendoza y Sebastián de Landa y Eraso, también organista en la metropolitana. Sería ganador Palomino.
Permaneció en Plasencia veinticinco años, hasta que regresó a Coria como maestro de capilla en octubre de 1737. Sin embargo, solicitó al cabildo placentino que mantuviese el alquiler de su vivienda durante tres años, que él pagaría desde Coria. Quizás no estaba convencido de permanecer en su nuevo cargo. No regresó a Plasencia, por lo que se cree que falleció en Coria, en fecha desconocida. La musicóloga Pilar Barrios lo sitúa en el magisterio de Cora entre 1737 y 1748, fecha en la que fue sustituido en el cargo por Juan Mir y Llussá.

## Obra
Una buena parte de la obra de Palomino se conserva en el libro Musicus liber psalmorum, hymnorum, motectorum, passionum, lectionum atque resp. pro defunctis. Auctore Johann. Jacob. Palominus, Sanct. huius ecclesiae placentinae magistro. [...] Anno Dni. MDCCXXXII. Son 14 himnos, 11 motetes, 3 oficios de Cuaresma y Semana Santa, 5 oficios de difuntos y 5 salmos. Además se conservan un Motete a Nuestra Señora, «para cualquier necesidad», y un Stabat Mater en papeles sueltos.